# اسکوشیا، نیویورک
اسکوشیا (به انگلیسی: Scotia) یک روستا در ایالات متحده آمریکا است که در شهرستان اسکنکتدی، نیویورک واقع شده‌است. اسکوشیا ۴٫۶ کیلومتر مربع مساحت و ۷٬۷۲۹ نفر جمعیت دارد و ۷۴٫۰۷ متر بالاتر از سطح دریا واقع شده‌است.